# Wola Maćkowa
Wola Maćkowa (dawn. Wola) – wieś w Polsce położona w województwie podkarpackim, w powiecie bieszczadzkim, w gminie Ustrzyki Dolne.

## Położenie geograficzne
Wola Maćkowa położona jest w Górach Sanocko-Turczańskich w Karpatach Wschodnich w południowo-wschodniej Polsce. Od wschodu graniczy z Łodyną, od południa z Dźwiniaczem Dolnym, z zachodu z Leszczowatem i od północy z Liskowatem. Najwyższe wzniesienie leży na południowym zachodzie osady i są to  Mosty 640 m n.p.m. Przez miejscowość przebiega droga powiatowa  nr 2268R Wańkowa – Leszczowate – Wola Maćkowa – Łodyna. Najbliższe miasto to Ustrzyki Dolne odległe o 9 km. Do Przemyśla jest 69 km, a do Sanoka 49 km. Powierzchnia osady wynosi 275 ha.

## Historia
Wieś założył na prawie wołoskim przed 1580 rokiem na terenie królewszczyzn starosta przemyski Piotr Kmita. W pierwszej połowie XIX wieku wieś z sąsiednim Leszczowatem tworzyła wspólną  gminę administracyjną. Należała wtedy do Kraińskich. Nie miała cerkwi.  W okresie międzywojennym w miejscowości było około 50 domów, a na wschodnim skraju wsi przy granicy z Łodyną pracowała kopalnia ropy naftowej. W latach 1945–46 miejscową ludność wywieziono w głąb ZSRR. 
W latach 1944-48 w ZSRR, gdzie jako chutor wchodziła w skład rady wiejskiej Łodyna (Лодинянська сільська рада). 15 maja 1948 od rady wiejskiej Łodyna odłączono chutor Wola, przekazując go Polsce w ramach korekty granic z ZSRR. Chutor Wola zintegrowano z gromadą Leszczowate w gminie Ropienka w powiecie leskim w województwie rzeszowskim..
Obecnie wieś jest niezamieszkana.

## Turystyka
Wieś leży na terenie założonego w 1992 roku Parku Krajobrazowego Gór Słonnych.
 Szlaki piesze 
- Niebieski szlak turystyczny Rzeszów – Grybów na odcinku: Ustrzyki Dolne – Kamienna Laworta – Dźwiniacz Dolny – Mosty – Przełęcz Wolańska – Brańcowa – Jureczkowa. Przez  wieś szlak biegnie na terenie otwartym z Barańcowej do Przełęczy Wolańskiej i na widokowe wzniesienie Mosty (Wysoki Dział).

 Szlaki rowerowe 
- Brzegi Dolne – Łodyna – Wola Maćkowa – Leszczowate – Brelików – Ropienka – Wańkowa – Dźwiniacz Dolny

## Galeria
Zdjęcia z 2016 roku:

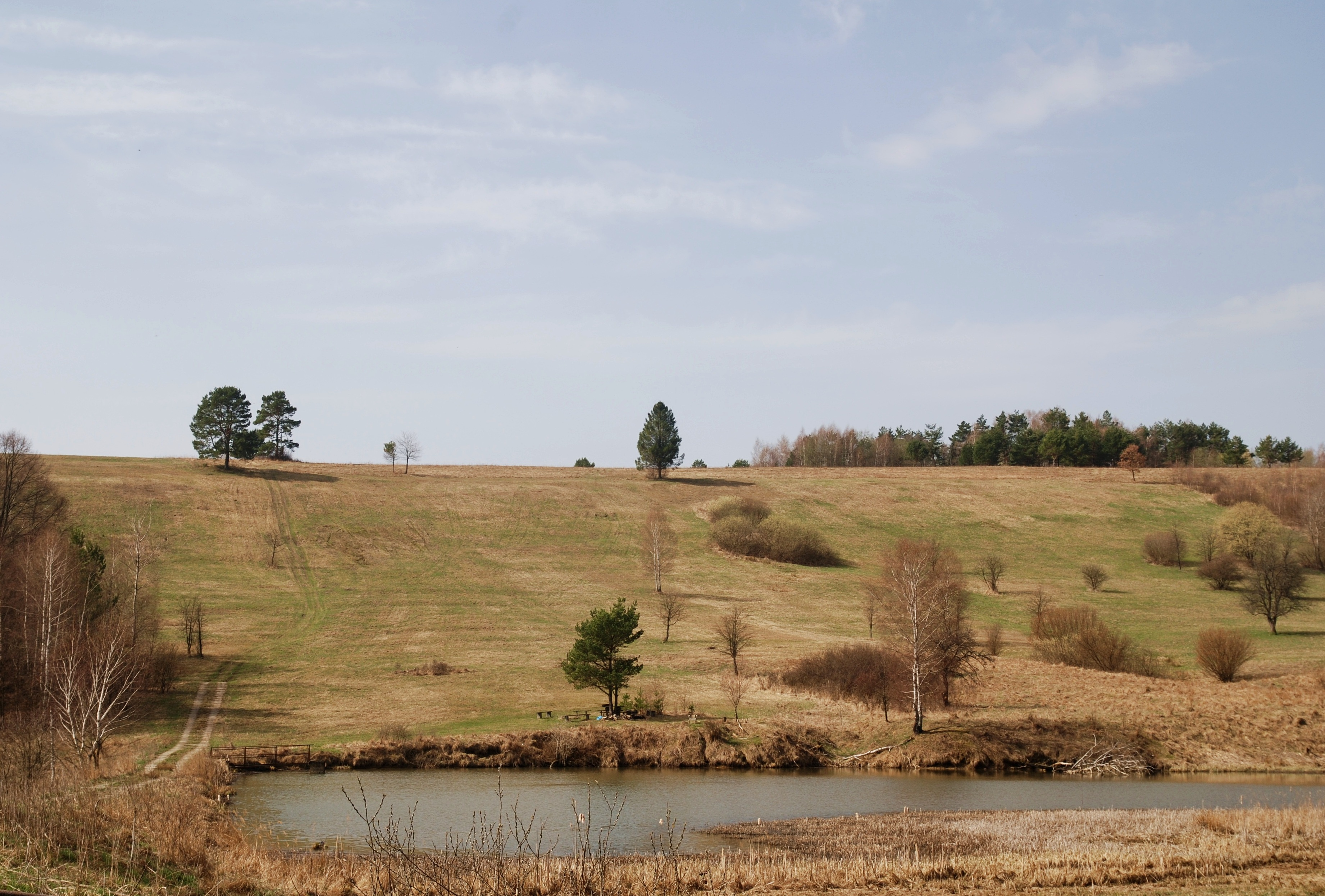
Widok na południe
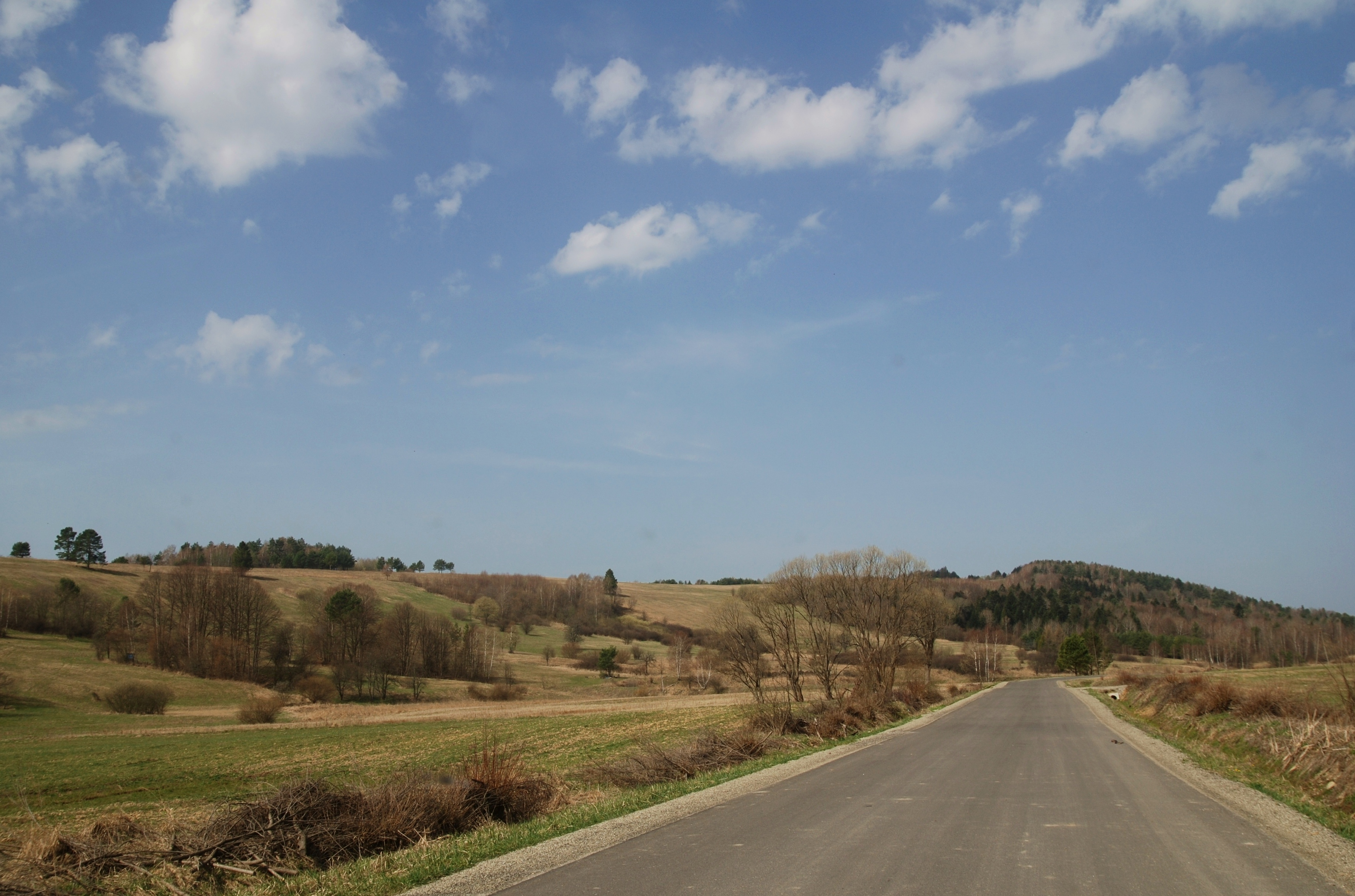
Droga przez wieś
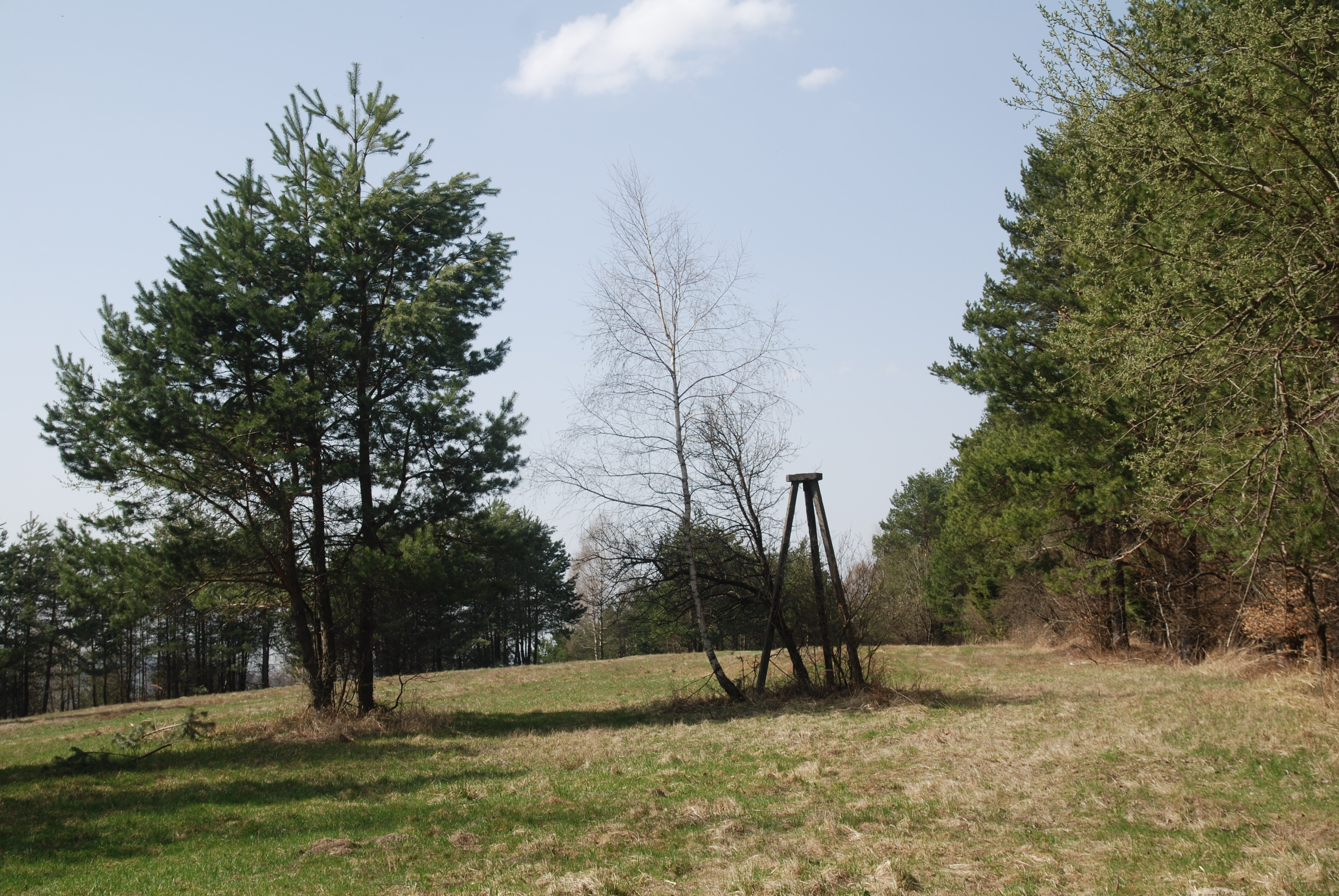
Mosty 640 m n.p.m.
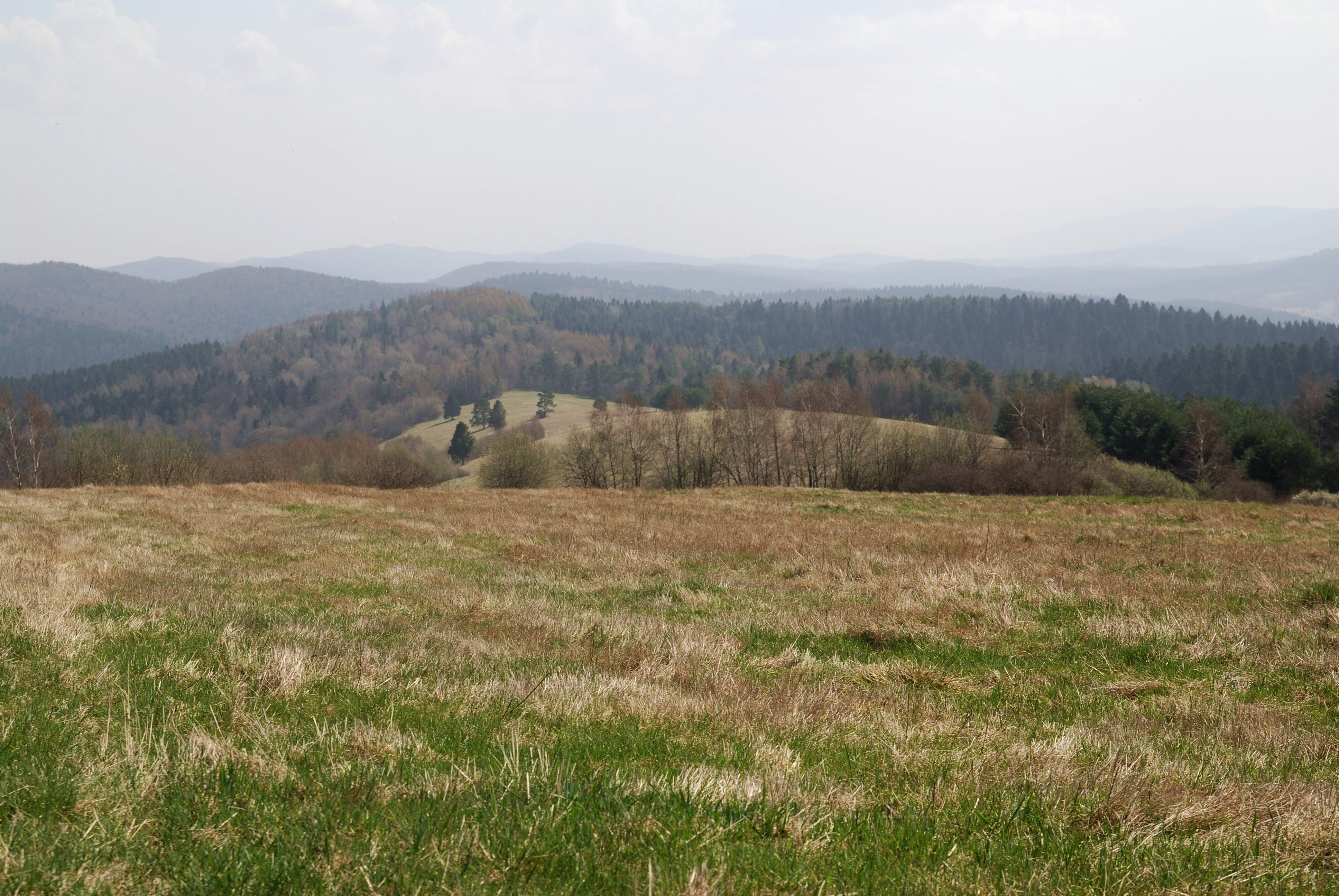
Mosty 640 m n.p.m., widok na wschód
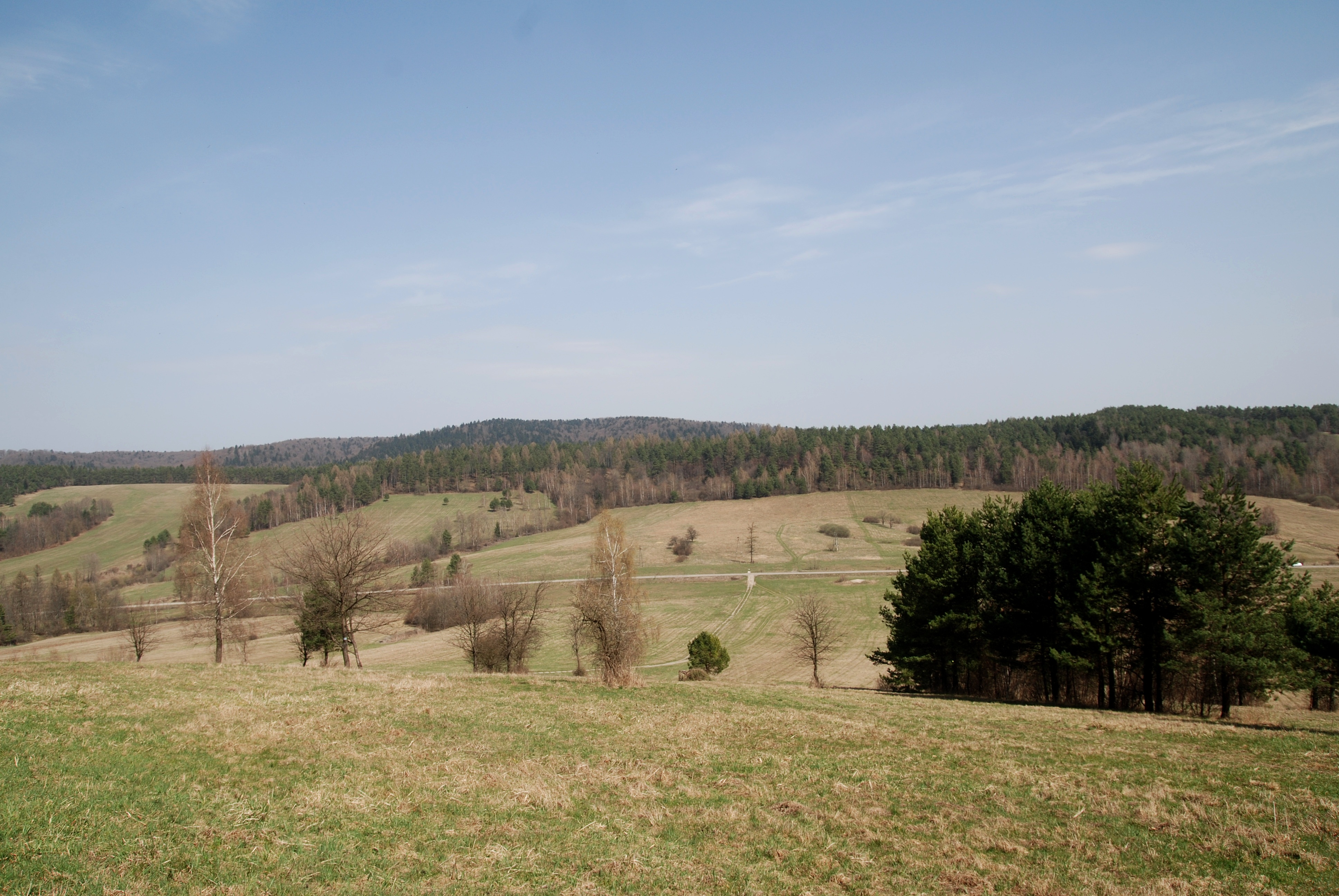
Przełęcz Wolańska 536 m n.p.m.
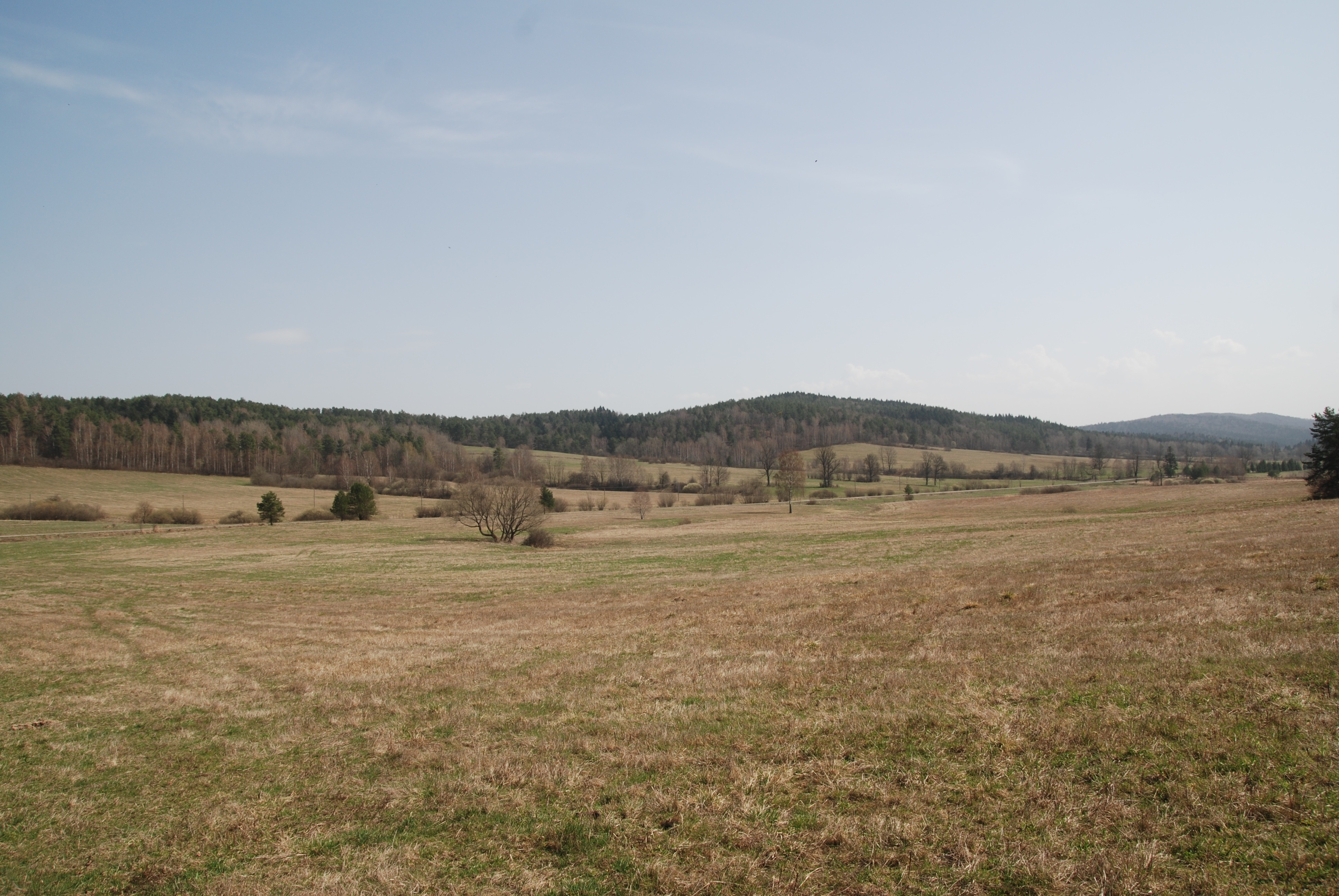
Widok z Przełęczy Wolańskiej na wieś